# ミリオン・ラヴ・ソングス
「ミリオン・ラヴ・ソングス」（A Million Love Songs）はイギリスの男性グループ、テイク・ザットのシングル曲。

## 解説
彼らのデビュー・アルバム『テイク・ザット&パーティ』に収録されている。作詞、作曲、メイン・ボーカルはゲイリー・バーロウによる。UKチャート最高7位。サクソフォーンとバーロウのピアノ演奏がこの曲では有名で、特にライブではサクソフォーンが曲の最後に延長されて演奏される。
2006年にはイギリスのオーディション番組『Xファクター』の勝者レオナ・ルイスによってテイク・ザットと共に歌われた。

## 収録曲
日本盤 3"シングル
1. ミリオン・ラヴ・ソングス (7"エディット)
2. ミリオン・ラヴ・ソングス (ラヴァーズ・ミックス)

ミリオン・ラヴ・ソングス～フィーチャリング・3ライヴ・トラックス
1. ミリオン・ラヴ・ソングス (ライヴ・バージョン)
2. サティスファイド (ライヴ・バージョン)
3. テイク・ザット・メドレー (ライヴ・バージョン)
4. いつも二人で (ラジオ・エディット)
5. ミリオン・ラヴ・ソングス (ラヴァーズ・ミックス)